# Ventosa (Torres Vedras)
Ventosa ist eine Gemeinde im mittleren Portugal.

## Geschichte
Während der britisch-portugiesischen Verteidigung gegen die Napoleonische Invasion 1810 waren in der Gemeinde Ventosa Stellungen der ersten Verteidigungslinie der Linien von Torres Vedras errichtet worden. Einige dieser Stellungen und Befestigungen sind im Gemeindegebiet erhalten geblieben, sieben von ihnen stehen heute unter Denkmalschutz.

## Verwaltung
Ventosa ist eine Gemeinde (Freguesia) im Kreis (Concelho) von Torres Vedras im Distrikt Lissabon. Die Gemeinde hat 4966 Einwohner und eine Fläche von 26 km² (Stand 19. April 2021). Die Gemeinde hat ihren Sitz in Moçafaneira.
Folgende Ortschaften und Plätze liegen in der Gemeinde:
| - Arneiros - Azinhaga - Bemposta - Bogalheira - Bonabal - Bordinheira - Cadoiço - Carregueira - Carreiras - Casais Castelão - Casais da Arruda - Casais da Raimonda - Casal Arriota - Casal Batuque - Casal Constantino - Casal Cruz - Casal da Abrigada | - Casal da Fonte - Casal da Luz - Casal da Milharosa - Casal da Mucharreira - Casal da Murteira - Casal da Pedreira - Casal da Serpegeira - Casal das Carreiras - Casal das Portelinhas - Casal do Arneiro - Casal do Grilo - Casal do Mogo - Casal do Poço Pegos - Casal do Regalo - Casal do Rossio - Casal do Sobreiral - Casal do Sol | - Casal do Vale - Casal dos Pegos - Casal Ferreiro - Casal Guilhalmeira - Casal Loural de Baixo - Casal Loural de Cima - Casal Matos - Casal Moinho do Frade - Casal Novo do Ferreiro - Casal Oureça - Casal Pastor - Casal Poço Mogo - Casal Pombal - Casal Ribeiro - Casal Serra do Marco - Casal Valinhos - Casas Novas | - Costa de Água - Cova da Moura - Estrada - Fernandinho - Figueiras - Gafanhotos - Lugar de Além - Moçafaneira - Montengrão - Moutelas - Murteira - Pedra - Quinta da Boavista - Quinta da Rocheira - Recomeira - São Mamede |